# Industriellt utvecklingscentrum
Industriellt utvecklingscentrum, förkortat IUC, är en term för en typ av regionala utvecklingsbolag som har ett välförankrat regionalt ägande. Ägarna är företag och till vissa delar kan även fackföreningar, universitet, högskolor och andra organinsationer vara delägare.
IUC-bolagen är bolag som strävar efter att utveckla företagen i sin region. I huvudsak arbetar IUC-bolagen på uppdrag av företag men också med uppdrag från staten, EU, regioner och kommuner.

## Historik
Bakgrund till verksamhetsformen finner man i Skellefteå där ett industriellt utvecklingscentrum i stiftelseform började arbeta 1971. Stiftare var Statens institut för företagsutveckling, Statens provningsanstalt, Styrelsen för teknisk utveckling, Norrlandsfonden samt landstingen i Västerbottens och Norrbottens län.
IUC syftade då till att bistå i första hand mindre och medelstor industri i övre Norrland med utveckling av produktidéer från analys till färdig produkt.